# Liste de ponts de Serbie
Cette liste de ponts de Serbie a pour vocation de présenter une liste de ponts remarquables de Serbie, tant par leurs caractéristiques dimensionnelles, que par leur intérêt architectural ou historique, et incluant la Serbie centrale, la Voïvodine et le Kosovo.

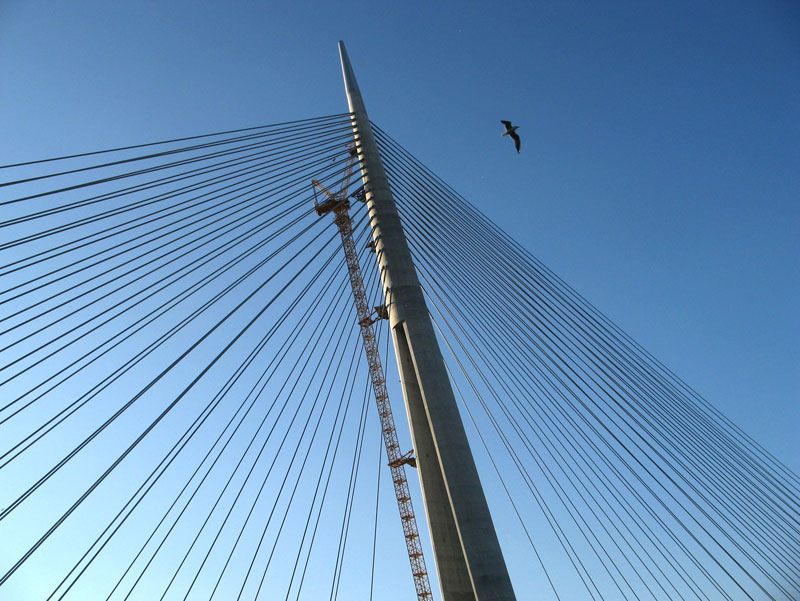
Le pont d'Ada sur la Save à Belgrade.

La liste peut être triée selon les différentes entrées du tableau pour voir ainsi les ponts en arc ou les ouvrages les plus récents par exemple.

## Ponts présentant un intérêt historique ou architectural
|  |   | Nom                          | Serbe           | Distinction                                                      | Long. | Type                                            | Voie portée Voie franchie | Date       | Localisation                                         | District      | Ref.    |
|  | - | ---------------------------- | --------------- | ---------------------------------------------------------------- | ----- | ----------------------------------------------- | ------------------------- | ---------- | ---------------------------------------------------- | ------------- | ------- |
|  | 1 | Pont de Trajan               | Трајанов мост   |                                                                  | 1135  | Arc Arcs en treillis bois, piles en maçonneries | Danube                    | 105        | Kladovo - Mehedinţi 44° 37′ 09,1″ N, 22° 40′ 03,1″ E | Bor Roumanie  | [ 1 ]   |
|  | 2 | Pont Vojinović               | Војиновића мост | Monument culturel d'importance exceptionnelle                    | 135   | Pont en maçonnerie                              |                           | XVe siècle |                                                      |               | [ S 1 ] |
|  | 3 | Pont des tailleurs           | Терзијски мост  | Monument culturel d'importance exceptionnelle                    | 190   | Pont en maçonnerie                              | Erenik                    | XVe siècle |                                                      |               | [ S 2 ] |
|  | 4 | Most Ljubavi Pont de l'Amour |                 |                                                                  |       |                                                 |                           |            | Vrnjačka Banja 43° 37′ 14,7″ N, 20° 53′ 37″ E        | Raška         |         |
|  | 5 | Beli Most Pont Blanc         | Бели Мост       |                                                                  |       | Pont en maçonnerie                              | Vranje                    | 1844       | Vranje 42° 33′ 43,7″ N, 21° 53′ 53″ E                | Pčinja        |         |
|  | 6 | Pont à sec                   | Мост на сувом   | Ne franchit aucun obstacle (le lit de la rivière a été détourné) |       | Suspendu Monocâble, pylônes et tablier béton    | Passerelle Bega           | 1962       | Zrenjanin 45° 22′ 53,7″ N, 20° 23′ 02,3″ E           | Banat central |         |

## Grands ponts
Ce tableau présente les ouvrages ayant des portées supérieures à 100 mètres ou une longueur totale de plus de 3 000 mètres (liste non exhaustive).
|  |    | Nom                                       | Serbe                | Portée   | Long.  | Type                                                    | Voie portée Voie franchie                     | Date           | Localisation                                              | District                  | Ref.  |
|  | -- | ----------------------------------------- | -------------------- | -------- | ------ | ------------------------------------------------------- | --------------------------------------------- | -------------- | --------------------------------------------------------- | ------------------------- | ----- |
|  | 1  | Pont d'Ada                                | Мост на Ади          | 376      | 996    | Haubané Monopylône, tablier caisson acier, pylône béton | Pont routier - pont ferroviaire Save          | 2012           | Belgrade 44° 47′ 47,9″ N, 20° 25′ 33,2″ E                 | Belgrade                  | ,     |
|  | 2  | Pont de la liberté                        | Мост слободе         | 351      | 1312   | Haubané Tablier caisson acier, pylônes acier            | Bulevar Oslobođanja Danube                    | 2005           | Novi Sad 45° 14′ 00,2″ N, 19° 51′ 01″ E                   | Bačka méridionale         |       |
|  | 3  | Pont du Roi-Alexandre-Ier détruit en 1941 |                      | 262      | 475    | Suspendu Tablier caisson acier, pylônes acier           | Pont routier Save                             | 1934           | Belgrade 44° 48′ 53,7″ N, 20° 26′ 53,7″ E                 | Belgrade                  |       |
|  | 4  | Pont de Branko                            | Бранков мост         | 261      | 450    | Poutre-caisson Acier                                    | Bulevar Mihajla Pupina Save                   | 1956 1971      | Belgrade 44° 48′ 53,7″ N, 20° 26′ 52,9″ E                 | Belgrade                  |       |
|  | 5  | Pont de Gazela                            | Газела               | 260      | 332    | Pont à béquilles Tablier caisson acier, béquilles acier | Routes européennes 70 et 75 Save              | 1971           | Belgrade 44° 48′ 09,1″ N, 20° 26′ 28,2″ E                 | Belgrade                  |       |
|  | 6  | Nouveau pont ferroviaire                  | Нови железнички мост | 254      | 1928   | Haubané Tablier caisson acier, pylônes acier            | Pont ferroviaire Save                         | 1979           | Belgrade 44° 47′ 59,6″ N, 20° 26′ 10,3″ E                 | Belgrade                  |       |
|  | 7  | Nouveau pont de Žeželj                    |                      | 219+177  | 474    | Arc Arc en acier, tablier mixte acier/béton             | Pont routier - pont ferroviaire Danube        | 2018           | Novi Sad                                                  | Bačka méridionale         | [ 4 ] |
|  | 8  | Pont de Žeželj détruit en 1999            | Жежељев мост         | 211      | 411    | Arc Arc en béton                                        | Pont routier Danube                           | 1961           | Novi Sad 45° 15′ 42,7″ N, 19° 51′ 32,1″ E                 | Bačka méridionale         |       |
|  | 9  | Pont de Beška                             | Мост код Бешке       | 210      | 2205   | Poutre-caisson Béton précontraint                       | Route européenne 75 Danube                    | 1975 2011      | Beška 45° 10′ 09,3″ N, 20° 04′ 47,9″ E                    | Syrmie                    |       |
|  | 10 | Passerelle Saint Irinej                   | Мост св. Иринеја     | 192      | 297    | Haubané Tablier caisson acier, pylônes acier            | Passerelle Save                               | 1993           | Sremska Mitrovica 44° 57′ 57,6″ N, 19° 36′ 04,7″ E        | Syrmie                    |       |
|  | 11 | Pont Mihailo Pupin                        |                      | 172      | 1507   | Poutre-caisson Acier                                    | Pont routier Danube                           | 2014           | Belgrade 44° 51′ 53″ N, 20° 22′ 53″ E                     | Belgrade                  |       |
|  | 12 | Pont d'Ada sur la Tisza                   |                      | 168      | 1000   | Haubané Monopylône, tablier poutres acier, pylône béton | Pont routier Tisza                            | 2010           | Ada 45° 47′ 06,8″ N, 20° 08′ 47,4″ E                      | Banat septentrional       |       |
|  | 13 | Pont de Pančevo                           |                      | 162 (x3) | 1526.4 | Pont en treillis Acier                                  | Route européenne 70 - pont ferroviaire Danube | 1931 1946 1961 | Belgrade 44° 49′ 41,9″ N, 20° 29′ 30,5″ E                 | Belgrade                  |       |
|  | 14 | Pont de Novi Kneževac                     | Нови Кнежевац мост   | 154      | 400    | Suspendu Tablier poutres acier, pylônes acier           | M13 Tisza                                     |                | Novi Kneževac 46° 02′ 42,2″ N, 20° 05′ 06,8″ E            | Banat septentrional       |       |
|  | 15 | Pont de Rača                              | Мост у Рачи          | 150      | 380    | Treillis Acier 125+150+125                              | M19 Save                                      | 1934           | Velino Selo - Sremska Rača 44° 54′ 37,9″ N, 19° 17′ 49″ E | Syrmie Bosnie-Herzégovine | [ 5 ] |